# Nicolas Dikoumé
Nicolas Dikoumé (Yaoundé, 21 novembre 1973) è un ex calciatore camerunese, di ruolo attaccante.